# Macrotyloma
Genre
Macrotyloma est un genre de plantes à fleurs dicotylédones de la famille des Fabaceae, sous-famille des Faboideae, originaire d'Afrique et d'Asie, qui comprend environ 25 espèces acceptées.
Ce sont des plantes herbacées aux feuilles généralement trifoliées.
Certaines espèces, notamment Macrotyloma uniflorum et Macrotyloma geocarpum, sont cultivées en particulier en Inde et en Afrique pour leurs graines consommées comme légumes secs ou comme plantes fourragères.

## Liste d'espèces
Selon The Plant List (3 novembre 2018) :
- Macrotyloma africanum (Wilczek) Verdc.
- Macrotyloma axillare (E.Mey.) Verdc.
- Macrotyloma bieense (Torre) Verdc.
- Macrotyloma biflorum (Schum. & Thonn.) Hepper
- Macrotyloma brevicaule (Baker) Verdc.
- Macrotyloma ciliatum (Willd.) Verdc.
- Macrotyloma coddii Verdc.
- Macrotyloma daltonii (Webb) Verdc.
- Macrotyloma decipiens Verdc.
- Macrotyloma densiflorum (Baker) Verdc.
- Macrotyloma dewildemanianum (Wilczek) Verdc.
- Macrotyloma ellipticum (R.E.Fr.) Verdc.
- Macrotyloma fimbriatum (Harms) Verdc.
- Macrotyloma geocarpum (Harms) Marechal & Baudet
- Macrotyloma hockii (De Wild.) Verdc.
- Macrotyloma kasaiense (R. Wilczek) Verdc.
- Macrotyloma maranguense (Taub.) Verdc.
- Macrotyloma oliganthum (Brenan) Verdc.
- Macrotyloma prostratum Verdc.
- Macrotyloma rupestre (Baker) Verdc.
- Macrotyloma schweinfurthii Verdc.
- Macrotyloma stenophyllum (Harms) Verdc.
- Macrotyloma stipulosum (Baker) Verdc.
- Macrotyloma tenuiflorum (Micheli) Verdc.
- Macrotyloma uniflorum (Lam.) Verdc.

## Liens externes

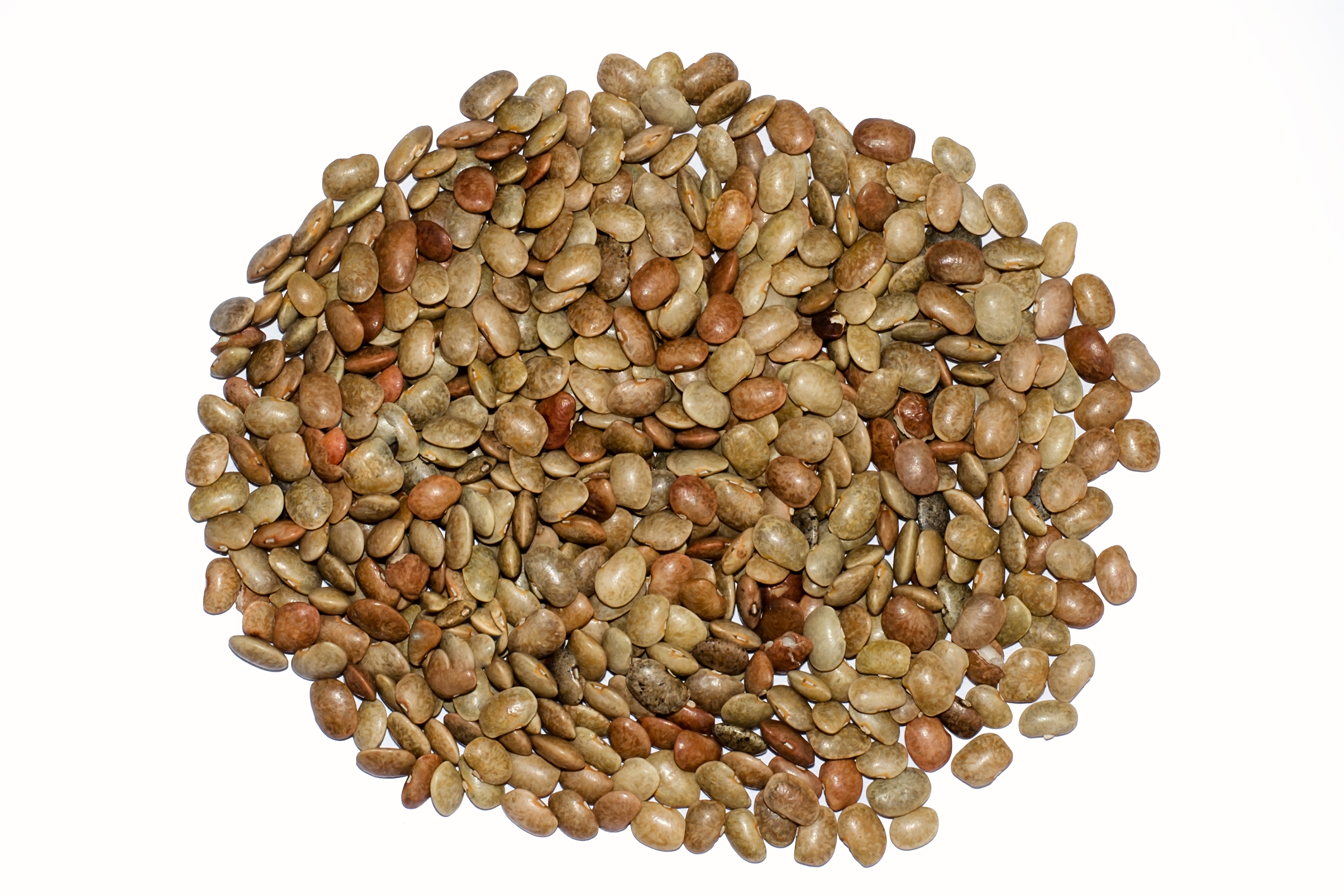
Graines de Macrotyloma uniflorum.